# Operation Gauntlet
Während des Zweiten Weltkrieges war die Operation Gauntlet (deutsch: Panzerhandschuh) ein integriertes Unternehmen kanadischer Truppen mit logistischer Unterstützung der britischen Armee und freien norwegischen Truppen auf Spitzbergen am 18. August 1941.
Auftrag des Unternehmens war die Zerstörung der Kohleminen zusammen mit der Grubenausrüstung und den Vorratslagern. Die Kohleminen auf dem norwegischen Teil von Spitzbergen wurden von einem norwegischen Unternehmen betrieben, auf russischem Gebiet vom sowjetischen Staat. Beide Regierungen kamen überein diese zu zerstören und die Mitarbeiter zu evakuieren.

## Geschichtlicher Hintergrund
Nach Abschluss der Besetzung Norwegens im Juni 1940 durch Deutschland mit dem Unternehmen Weserübung erfolgte im Juni 1941 der Angriff auf die Sowjetunion mit dem Unternehmen Barbarossa.
Der britische Premierminister Winston Churchill erklärte unmittelbar danach die Allianz mit der UdSSR. Die Sowjetunion forderte eine britische Marinepräsenz im Nordpolarmeer. Vizeadmiral Philip Vian besuchte daraufhin zur Einschätzung der Lage Murmansk. Aus logistischen Umständen beschränkte sich die britische Präsenz zu diesem Zeitpunkt auf U-Boote. Durch politischen Druck wurde die Force K in Scapa Flow für Operationen in der Arktis unter dem Kommando von Philip Vian gebildet.

## Erster Einsatz
Ende Juli 1941 unternahm Force K ein Aufklärungsunternehmen nach Spitzbergen, um festzustellen, ob sich deutsche Truppen auf der Inselgruppe befinden. Informationen konnten durch norwegische und sowjetische Bergleute gewonnen werden. Der norwegische Offizier Leutnant R. Tamber verblieb in Longyearbyen und fungierte als militärischer Vertreter. Die Force K kehrte nach Großbritannien mit 70 Freiwilligen für die Freien norwegischen Streitkräfte und einem beladenen Frachtschiff zurück. All dies geschah, ohne die Aufmerksamkeit der Deutschen zu erregen.
Leutnant Tamber führte Fernmeldeverbindungen mit dem Festland durch und forderte die Entsendung von Frachtschiffen zum Abtransport der Kohle an. Dies erfolgte schließlich durch drei Schiffe aus Longyearbyen.
Der Rückmarsch der Force K erfolgte über die Bäreninsel. Die Wetterstation wurde zerstört und norwegisches Personal am 1. August 1941 evakuiert. Dieses Unternehmen machte die Wehrmacht auf die alliierten Aktivitäten aufmerksam und die Force K wurde von deutschen Aufklärungsflugzeugen überwacht.
Vian kehrte nach London zurück, um die Möglichkeiten dem Chief of Staff vorzutragen. Seiner Ansicht nach war eine militärische Besetzung möglich, aber die Lage wegen des saisonalen Eises nicht als Flottenstützpunkt geeignet. Winston Churchill ordnete die umgehende Ausarbeitung eines Operationsplanes an. Der von ihm, dem sowjetischen Botschafter und König Haakon genehmigte Plan sah vor, Force K nach Spitzbergen zurückzubeordern, um dort die Bergbauanlagen zu zerstören, sowie die Russen nach Russland, die Norweger und alle verfügbaren Schiffe nach England zurückzubringen.

## Alliierte Streitkräfte
Ursprünglich waren der Landungsgruppe zwei Bataillone zugeteilt worden, die aber nach der Bestätigung, dass die Wehrmacht das Gebiet noch nicht besetzt hatte, reduziert wurden. Die Truppe bestand hauptsächlich aus Einheiten der 2. kanadischen Infanterie-Brigade unter Brigadier Arthur E. Potts, mit der 3. Field Company Royal Canadian Engineers sowie einer Teileinheit norwegischer Soldaten. Unterstützt wurde diese Kampfgruppe durch die britische Armee mit den Kent Fortress Royal Engineers. Diese Einheit sollte die Sprengung der Bauten auf Spitzbergen durchführen. Die Gesamtstärke betrug 645 Soldaten, darunter 527 Kanadier.
Das Passagierschiff Empress of Australia fungierte als Truppentransporter. Die Force K Royal Navy wurde von den zwei Kreuzern Nigeria (Flaggschiff) und Aurora sowie den drei Zerstörern Icarus, Anthony und Antelope unter dem Oberbefehl von Kommandeur Philip Vian begleitet.

## Einsatz
Die Truppen landeten am 25. August 1941, trafen wie erwartet auf keinen Widerstand und wurden von den Inselbewohnern begeistert begrüßt. Als die Zerstörungen in Barentsburg beendet waren, wurden rund 2.000 sowjetische Bergleute und ihre beweglichen Sachen und Ausrüstung auf der Empress of Kanada nach Archangelsk in Russland eingeschifft, wo eine Gruppe von fast 200 Soldaten der Freien Franzosen wartete. Diese Gruppe wurde von der Nigeria begleitet. Die Freien Franzosen waren aus deutschen Gefangenenlagern entkommen und sollten für die Überfahrt nach Großbritannien an Bord genommen werden.
Zwischenzeitlich hatte ein Teil der K Force Sprengungen in Longyearbyen vorgenommen und die Bergwerksanlagen, weitere Ausrüstung, die nicht mitgenommen werden konnte, sowie 450.000 Tonnen Kohle, 275.000 Gallonen Kraftstoff, Öl, Benzin und Fette zerstört. 1.000 Tonnen Kraftwerkskohle wurde für die Versorgung alliierter Schiffe zurückgelassen. Ebenfalls wurden zwei Funkstationen gesprengt, die bis zu diesem Zeitpunkt normalen Funkbetrieb durchführten und fälschlicherweise Nebel meldeten, um die Beobachtung durch deutsche Flugzeuge zu verhindern.
Am 1. September trafen die Schiffe wieder aus Archangelsk ein und schifften rund 800 Norweger und 15 Schlittenhunde für die Evakuierung ein.

## Deutscher Konvoi
Die alliierten Streitkräfte fuhren am 3. September 1941 mit drei aufgebrachten Frachtern, einem Eisbrecher, einem Walfänger und einem Schlepper nach England. Durch die Anwesenheit eines deutschen Konvois alarmiert, eskortierten die Zerstörer den Konvoi, während die beiden Kreuzer die deutschen Schiffe bei Hammerfjord am 7. September abfingen und das als Begleitschiff eingesetzte deutsche Artillerieschulschiff Bremse versenkten. Während des Gefechts wurde die Nigeria schwer am Bug beschädigt, angeblich durch Rammen der Bremse. Spätere Untersuchungen lassen einen Minentreffer vermuten.
Die Schiffe, die die Evakuierten nach Russland brachten, hatten nach der Rückkehr in das Vereinigte Königreich 7000 Seemeilen für Hin- und Rückfahrt zurückgelegt.

## Operation Fritham
Dieses nachgeordnete norwegische Unternehmen ab dem 30. April 1942 mit 82 Soldaten auf den Transportschiffen Selis und Isbjørn hatte den Auftrag die Kohleminen auf Spitzbergen zu sichern. Bei einem Angriff durch Focke-Wulf Fw 200 Condor wurden die Schiffe versenkt. 12 Soldaten fielen zusammen mit dem Einheitsführer Oberstleutnant Einar Sverdrup, der vor dem Kriege der CEO der Store Norske Spitsbergen Kulkompani war. 15 Soldaten wurden verwundet. Die Überlebenden erreichten Barentsburg und wurden durch Fallschirmabwurf und später über See auch mit Flugabwehrgeschützen versorgt und setzten den Auftrag fort.